# Room Full of Mirrors
Pistes de First Rays of the New Rising Sun
Angel
(4) Dolly Dagger
(6)
Room Full of Mirrors est une chanson de Jimi Hendrix parue après sa mort sur les albums posthumes Rainbow Bridge (1971) et First Rays of the New Rising Sun (1997). C'est une chanson qui avait été travaillée à l'origine avec le Band of Gypsys.
Cette chanson était à l'origine un blues qui rendait hommage à ses pionniers, avant que Jimi Hendrix ne retravaille maintes fois sa composition pour en faire un funk rock avec le Band of Gypsys qui était sa formation du moment.

## Historique
Le 12 août 1968, durant les sessions d'Electric Ladyland, Jimi Hendrix enregistre au studio Record Plant une démo de Room Full of Mirrors. Il est au chant et à la guitare accompagné par Paul Caruso à l'harmonica. Cet enregistrement est très éloigné de la version finale car c'est un blues traditionnel qui rend hommage aux pionniers du genre. Cette version apparait dans le coffret The Jimi Hendrix Experience Box Set en 2000.
La chanson est à nouveau travaillée l'année suivante une première fois avec The Jimi Hendrix Experience (avec le bassiste Noel Redding et le batteur Mitch Mitchell) le 16 février 1969 aux Studios Olympic à Londres. Cette version sera par la suite retravaillée aux studios Air par Redding et Mitchell le  7 mai 1987 bien des années après la mort de Jimi Hendrix, sous l'impulsion du premier producteur du groupe Chas Chandler. Cette version est publiée en 2010 dans le coffret posthume West Coast Seattle Boy.
Le 21 avril 1969, Hendrix reprend la chanson avec le bassiste Billy Cox, le batteur Rocky Isaac et les percussionnistes Chris Grimes et Al Marks. Cette version est un blues rock électrique qui se rapproche de la version finale.
Le 25 septembre suivant, Jimi retravaille la construction de la chanson avec le batteur Buddy Miles et le percussionniste Juma Sultan, en l'absence de bassiste, et sans que le titre ne soit enregistré. Le 7 novembre, le Band of Gypsys récemment formé avec le bassiste Billy Cox et le batteur Buddy Miles travaillent à nouveau la chanson. Elle trouve sa forme définitive dix jours plus tard et la piste de base est enregistrée ce jour-là. Deux mois plus tard le 17 janvier 1970, Jimi enregistre de nouvelles parties de guitares. Enfin, la chanson est achevée par deux nouvelles séances d'ajouts (principalement de guitares) le 14 et 20 août 1970 lors des sessions de First Rays of the New Rising Sun dans les nouveaux studios Electric Lady. C'est lors de cette dernière séance que Jimi Hendrix procède au mixage avec l'ingénieur du son Eddie Kramer.

## Analyse
Les paroles s'inspirent de l'appartement de Ringo Starr, batteur des Beatles, où Jimi Hendrix a vécu de décembre 1966 à mars 1967 avec sa petite amie Kathy Etchingham. Cet appartement avait la particularité d'être décoré par de grands miroirs. Le guitariste se sert de cela pour s'interroger sur son statut de rock star. Mais cette image lui pèse et il décide de briser les miroirs pour ne plus voir l'image de lui qu'ils reflétaient, lui permettant ainsi de revernir lui-même.
Room Full of Mirrors est une prise de conscience et la renaissance viendra par l'amour, ce qui est récurrent dans les chansons de Hendrix.
Écartée de The Cry of Love au dernier moment, c'est presque naturellement que Room Full Of Mirrors trouve ici sa place, d'autant que c'était un titre régulièrement joué par Jimi Hendrix en concert (il en existe 18 versions documentées depuis la jam du Royal Albert Hall jusqu'au dernier concert du trio Hendrix/Cox/Mitchell, la majeure partie lors du Cry of Love Tour). Enregistré le 17 novembre 1969 au Record Plant par le Band of Gypsys augmenté d'un percussionniste, il semble toutefois que ce ne soit pas Billy Cox à la basse, mais bien Hendrix lui-même, tel que c'était d'ailleurs indiqué sur les notes de pochettes de Voodoo Soup. Le style de la basse enregistrée ici est très différent de celui de Billy Cox, dont le jeu est plus en rondeur, moins agressif. Un certain nombre de séances à l'Electric Lady Studio seront consacrées à Room Full Of Mirrors en juin et juillet 1970 : il semblerait que Hendrix n'arrivait pas à obtenir un résultat à la hauteur des espérances qu'il plaçait en ce titre. Le mixage proposé ici ne serait d'ailleurs pas en accord avec ses dernières indications : la partie jouée en slide avec sa bague, en l'absence de bottleneck, serait mixée trop en avant.

## Personnel
- Jimi Hendrix : chant, guitares
- Billy Cox : basse
- Buddy Miles : batterie
- Juma Sultan : percussions